# 延南洞Global House
《延南洞Global House》 為韓國 SBS 2019年推出的short-form電視劇，主演為 李大輝 、 姜旻兒 ，將在2019年11月9日播出。
每星期天於  SBS 早上凌晨一時半至二時半(韓國時間)播出。

## 原聲帶
OST Part.1（發行日期：2019年11月9日）
| 曲序 | 曲目      | 演唱                       |
| ---- | --------- | -------------------------- |
| 1.   | OH!READY! | 善燏、歡喜、曉悟(UP10TION) |

## 故事內容
《延南洞Global House》是一部 浪漫喜劇 ，講述6名來自不同國家的男女一起住在位於 首爾市 延南洞 的豪華國際型share house裡，各自展開工作與戀情的故事。

## 演員陣容
| 演員             | 角色   | 介紹 |
| 李大輝           | 董振宇 | 23歲。小小年紀失去父母、在祖母的撫養下長大，也跟祖母學了不少房地產投資技術，從而積累了大量財產，是相當成功的不動產投資人，也是share house的房東。他伸出各國青年男女的中心，卻偏偏對姜宥娜格外關注，不時干涉她的私生活，最後陷入愛情。 |
| 姜旻兒           | 姜宥娜 | 韓國讀書的留學生，在這座Global House裏兼職工作，跟挑剔嚴格的房東董震宇慢慢滋生情緒，也與來自各國的房客培養出友誼。 |
| 金施恩           | 文素拉 | 銀行卡被凍結的財閥四代。宥娜的好朋友，跟宥娜一起住在global house,一起成為global house工作人員。 |
| 張旻             | 泰允民 | 模特工大學生。素拉的前度男朋友。 |
| Christian Borgos | Nicky  | Insider Youtuber一名。global house的住客。 |
| Daniel Hicks     | Andy   | 熱情的花花公子。喜歡宥娜。 |